# Goffstown (Nova Hampshire)
Goffstown é uma cidade no condado de Hillsborough, New Hampshire, Estados Unidos. A população era 17.651 no censo de 2010. O centro compacto da cidade, onde 3.196 pessoas residiam no censo de 2010, é definido pelo US Census Bureau como o lugar recenseamento-designado de Goffstown e está localizado no cruzamento das rotas 114 e 13 de New Hampshire. Goffstown também inclui as aldeias de Grasmere e Pinardville. A cidade abriga o Saint Anselm College (e seu Instituto de Política de New Hampshire) e é a antiga localização da Prisão Estadual para Mulheres de New Hampshire, antes da transferência da prisão para Concord em 2018. A antiga prisão em Goffstown está desocupada.

## História

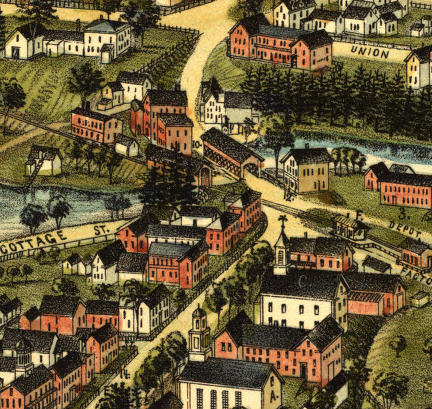
Main Street em 1887

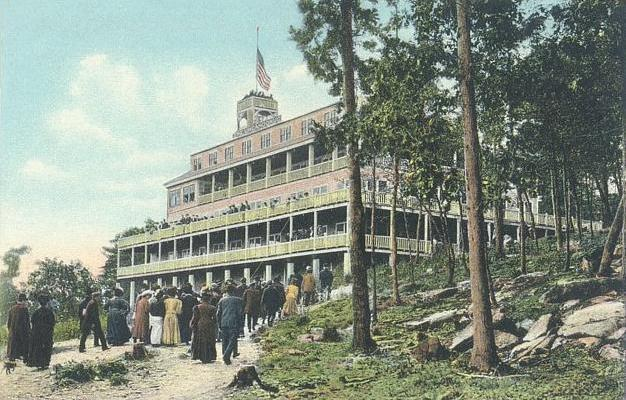
O Hotel Uncanoonuc em 1910

Antes da chegada dos colonos ingleses, a área tinha sido habitada por milhares de anos, sucedendo culturas de nativos americanos ; seus canais tinham numerosos peixes e a área tinha caça.
A cidade foi concedida pela primeira vez como "Narragansett No. 4" em 1734 por New Hampshire e pelo governador Colonial de Massachusetts Jonathan Belcher como um município de Massachusetts (a área então sendo disputada entre as duas províncias). Era um dos sete municípios destinados a soldados (ou seus herdeiros) que haviam lutado na "Guerra Narragansett" de 1675, também conhecida como Guerra do Rei Filipe. Em 1735, no entanto, alguns donatários "acharam tão pobre e estéril a ponto de serem completamente incapazes de fazer assentamentos" e, em vez disso, receberam um folheto em Greenwich, Massachusetts.
A comunidade seria chamada de "Piscataquog Village" e "Shovestown" antes de ser reconquistada pelo governador maçônico Benning Wentworth em 1748 para novos colonos. Estes incluíram o Rev. Thomas Parker de Dracut e o Coronel John Goffe, para quem a cidade foi nomeada. Foi durante vários anos residente em Bedford e o primeiro juiz de sucessões no condado de Hillsborough. Goffstown foi incorporada em 16 de junho de 1761. Uma grande parte da cidade foi originalmente coberta com madeira valiosa. Pescarias e pescarias foram as principais ocupações dos primeiros colonos. A vila de Grasmere recebeu o nome de Grasmere, Inglaterra, lar dos poetas William Wordsworth e Samuel Taylor Coleridge.
Uma igreja congregacional foi organizada em 30 de outubro de 1771, e a cidade fez pequenas apropriações anuais para a pregação. A maioria dos moradores eram congregacionalistas; os residentes na parte sul eram descendentes de escoceses e irlandeses e eram presbiterianos. Uma casa de reunião foi erguida em 1768; mas não foi concluído por vários anos. O primeiro ministro foi o Rev. Joseph Currier, nomeado em 1771; ele foi demitido em 29 de agosto de 1774 por intemperança, segundo os registros da cidade. Em 1781, os congregacionalistas e os presbiterianos se organizaram separadamente; o primeiro, chamado Rev. Cornelius Waters, que se tornou seu pastor, e continuou até 1795. O próximo ministro foi o Rev. David L. Morril, que começou em 3 de março de 1802. Ele foi apoiado por ambas as congregações sob o nome da Igreja Presbiteriana Congregacional. Morril foi eleito como um representante da cidade para a casa do estado, como um senador dos EUA para o estado, e em 1824, como governador do estado, servindo até 1827.
O rio Piscataquog, que corta a principal vila de Goffstown e foi atravessado por uma ponte coberta, forneceu energia hídrica para a indústria. Em 1817, Goffstown tinha 20 serrarias, sete moinhos de grãos, duas fábricas de tecidos, duas máquinas de cardar e uma fábrica de algodão. Sua indústria têxtil era um exemplo dos laços econômicos entre a Nova Inglaterra e o sul dos Estados Unidos, dependente do trabalho escravo para a produção de sua lucrativa safra de commodities de algodão.
A cidade foi descrita em 1859 pelo seguinte: 
A superfície é comparativamente nivelada, sendo as únicas elevações da nota duas na parte sudoeste, chamadas pelos nativos "Uncanoonuck". Existem trechos consideráveis de intervalo valioso, bem como extensas planícies, que são geralmente produtivo. O rio Piscataquog é o principal riacho, que fornece um grande número de privilégios valiosos para usinas. Ele passa em uma direção central. Grandes quantidades de madeira foram levadas anteriormente para o Merrimack, e as florestas forneceram um grande número de mastros para a Marinha inglesa. A New Hampshire Central Railroad passa por Goffstown. Então; são três aldeias - Goffstown, Goffstown Centre e Parker's Mills; três edifícios da igreja - Batista, Congregacional e Metodista; dezesseis distritos escolares; e duas agências de correio - Goffstown e Goffstown Centre: também quatro lojas, quatro serrarias, duas fábricas e uma fábrica de persianas e cegos. População, 2.270; avaliação, US $ 599.615.— Uma História e Descrição da Nova Inglaterra, Geral e Local
Em 1816, a sociedade da União Religiosa foi organizada. Uma nova capela foi erguida na aldeia oeste. Reuniões foram realizadas dois terços do tempo na nova casa e um terço na antiga casa no centro.

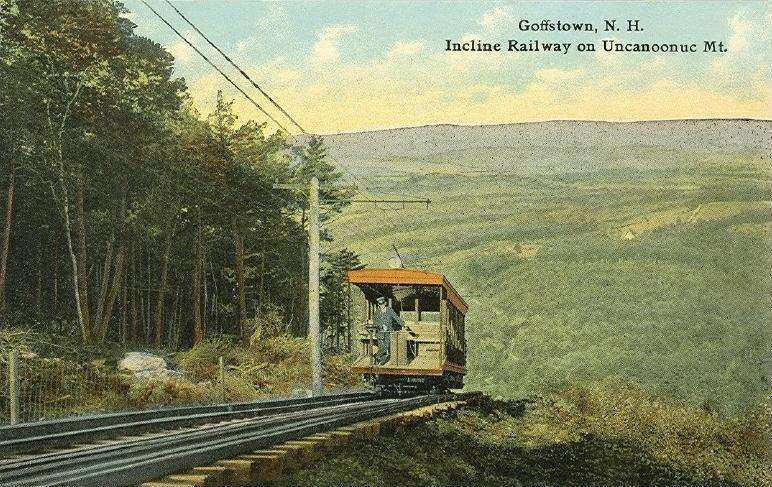
Estrada de ferro de inclinação c. 1914

Em 1818-19, os moradores estavam profundamente interessados na pregação do Rev. Abel Manning, como parte do Segundo Grande Despertar. 65 pessoas se juntaram à igreja naquele ano. Outros ministros foram Rev. Benjamin H. Pitman (1820 a 1825), Rev. Henry Wood (1826 a 1831) e Rev. Isaac Willey (1837 a 1853). Uma igreja batista foi formada em 1820.
A cidade anexou as ilhas nas Cataratas de Amoskeag no rio Merrimack em 1825 e parte de New Boston em 1836.
No início de 1841, uma mulher começou a pregar aqui, e pouco mais da metade dos eleitores da cidade veio em seu apoio. Ela não professou conexão com nenhuma igreja. O entusiasmo criado por sua pregação, no entanto, logo desapareceu, o resultado de ser a organização da igreja metodista existente.
As Montanhas Uncanoonuc em Goffstown uma vez caracterizaram o Uncanoonuc Incline Railway, fundado em 1903. Ele primeiro transportou turistas em 1907 até o cume do pico sul, no qual foi construído naquele ano o Uncanoonuc Hotel. O prédio de 5 ½ andares oferecia de 37 a 38 quartos e uma sala de jantar que acomodava 120 pessoas. Também oferecia vistas impressionantes do vale ao redor, incluindo Manchester, conectado por um bonde elétrico à estação base da ferrovia . O hotel queimaria em 1923, e o trem foi usado mais tarde para transportar os esquiadores até o topo. A ferrovia atingiu o pico durante as décadas de 1930 e 1940, mas foi essencialmente abandonada na década de 1950. A cúpula do pico sul é agora o local de numerosas torres de televisão e rádio.
As Montanhas Uncanoonuc em Goffstown uma vez caracterizaram o Uncanoonuc Incline Railway, fundado em 1903. Ele primeiro transportou turistas em 1907 até o cume do pico sul, no qual foi construído naquele ano o Uncanoonuc Hotel. O prédio de 5 ½ andares oferecia de 37 a 38 quartos e uma sala de jantar que acomodava 120 pessoas. Também oferecia vistas impressionantes do vale ao redor, incluindo Manchester, conectado por um bonde elétrico à estação base da ferrovia. O hotel queimaria em 1923, e o trem foi usado mais tarde para transportar os esquiadores até o topo. A ferrovia atingiu o pico durante as décadas de 1930 e 1940, mas foi essencialmente abandonada na década de 1950. A cúpula do pico sul é agora o local de numerosas torres de televisão e rádio.
Grasmere Village atravessa o rio Piscataquog na região leste de Goffstown. A estação ferroviária de Hillsborough County ficava em Grasmere, no lado sul do rio. O frete ferroviário para Grasmere e outros locais vizinhos foi entregue a esta estação durante o final do século XIX e início do século XX. Outra estação ferroviária em Goffstown ficava a oeste, mais perto do centro da cidade, e uma terceira era a estação de Parker, a oeste do centro da cidade.
Em 1981, o serviço ferroviário de carga de Manchester, fornecido na época pela Boston & Maine Railroad, cessou durante a ampla reestruturação de ferrovias que sofria devido à concorrência com caminhões. Em 1976, a ponte coberta da ferrovia da cidade foi queimada devido a incêndios criminosos, terminando o serviço para o centro da cidade e forçando os trens de carga remanescentes a parar no outro lado do rio Piscataquog. Nenhuma estrutura de substituição foi erguida. Nos primeiros anos do século XXI, a cidade e as organizações locais cooperaram em um esforço de trilhos para trilhas ; eles concluíram a conversão dos vagões de trem em trilhas de bicicleta e caminhada.
Em uma cordilheira atualmente com vista para o rio Piscataquog do sul, acima do ponto médio entre o lago Glen e o lago Namaske, adjacente à rota 114 de New Hampshire, ficava originalmente a Fazenda dos Pobres. Em 1849, Noyes Poor vendeu a propriedade para o condado e se tornou a Fazenda do Condado de Hillsborough, um lar para os indigentes, doentes e enfermos. A fazenda foi vendida em mãos privadas em 1867, mas readquirida pelo condado em 1893 e novamente serviu como residência para cidadãos carentes do condado até 1924. Um cemitério com lápides numeradas é atualmente mantido pelo condado por esses motivos, mas as tabelas relacionar as marcações com os nomes registrados dos moradores que morreram na Fazenda parecem ter sido perdidos.
Em 1981, o serviço ferroviário de carga de Manchester, fornecido na época pela Boston & Maine Railroad, cessou durante a ampla reestruturação de ferrovias que sofria devido à concorrência com caminhões. Em 1976, a ponte coberta da ferrovia da cidade foi queimada devido a incêndios criminosos, terminando o serviço para o centro da cidade e forçando os trens de carga remanescentes a parar no outro lado do rio Piscataquog. Nenhuma estrutura de substituição foi erguida. Nos primeiros anos do século XXI, a cidade e as organizações locais cooperaram em um esforço de trilhos para trilhas ; eles concluíram a conversão dos vagões de trem em trilhas de bicicleta e caminhada.
Em uma cordilheira atualmente com vista para o rio Piscataquog do sul, acima do ponto médio entre o lago Glen e o lago Namaske, adjacente à rota 114 de New Hampshire, ficava originalmente a Fazenda dos Pobres. Em 1849, Noyes Poor vendeu a propriedade para o condado e se tornou a Fazenda do Condado de Hillsborough, um lar para os indigentes, doentes e enfermos. A fazenda foi vendida em mãos privadas em 1867, mas readquirida pelo condado em 1893 e novamente serviu como residência para cidadãos carentes do condado até 1924. Um cemitério com lápides numeradas é atualmente mantido pelo condado por esses motivos, mas as tabelas relacionar as marcações com os nomes registrados dos moradores que morreram na Fazenda parecem ter sido perdidos.
Os terrenos da County Farm foram convertidos na Prisão Estadual para Mulheres de New Hampshire (atualmente localizada em 317 Mast Road). Moradora mais famosa da instalação foi a assassina condenada Pamela Smart, que foi encarcerada no Prison for Women de 22 de março de 1991 a 11 de março de 1993. Ela foi transferida para Bedford Hills Correcional em Bedford, Nova York.

## Geografia

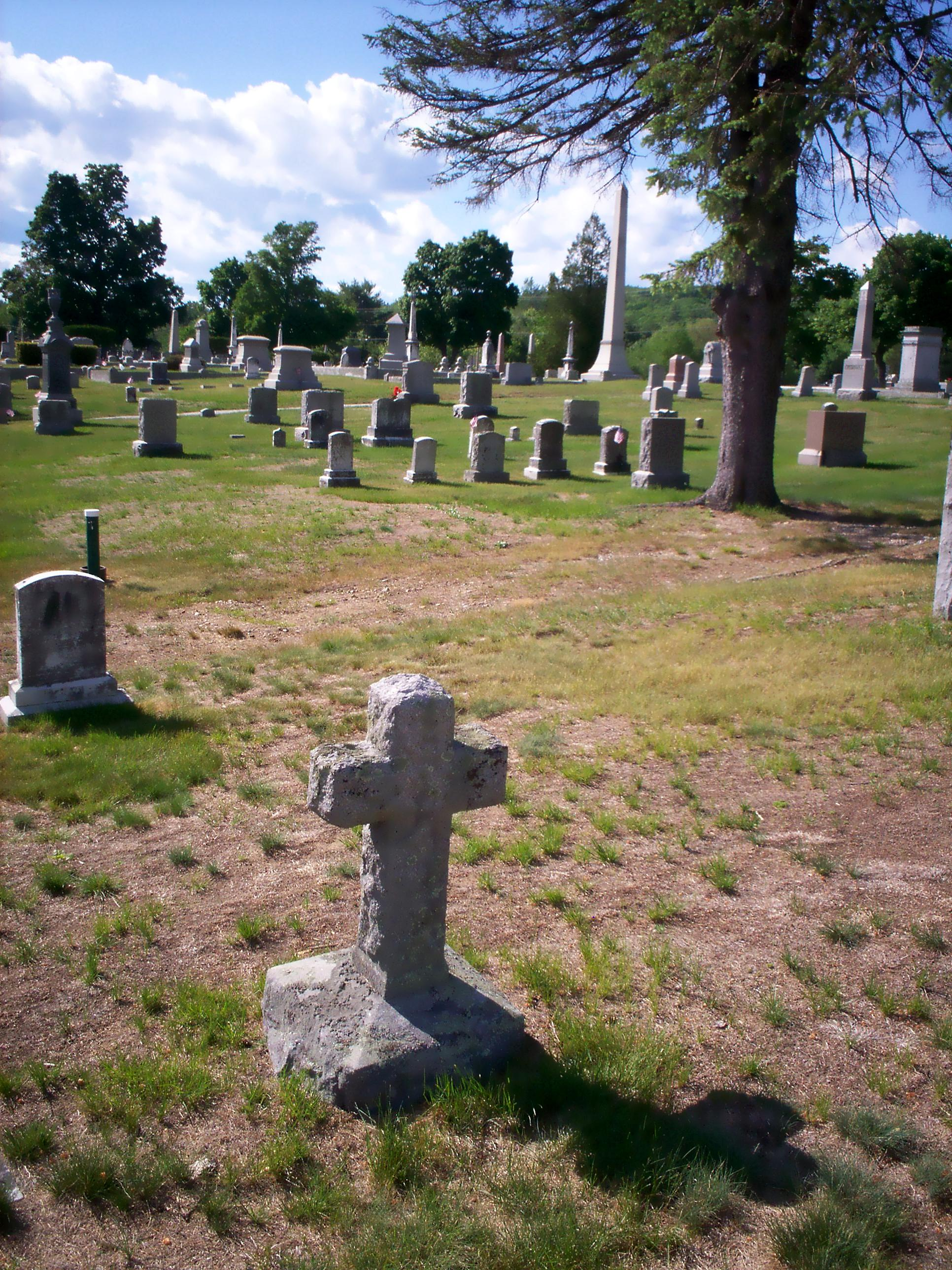
Cemitério de Westlawn em Goffstown

Goffstown está localizada na parte leste do Condado de Hillsborough, diretamente a oeste de Manchester, a maior cidade do estado. Concord, a capital do estado, fica a 16 milhas (26 km) para o norte. O centro da cidade fica no rio Piscataquog, perto da fronteira oeste da cidade, em torno do cruzamento das rotas 13 e 114 de New Hampshire. A aldeia de Grasmere está localizada na parte oriental da cidade, e o bairro de Pinardville está localizado no canto sudeste da cidade, essencialmente formando um desenvolvimento contínuo com a cidade adjacente de Manchester.
De acordo com o United States Census Bureau, a cidade tem uma área total de 37,5 milha quadradas (97 km2), dos quais 36,9 milha quadradas (96 km2) é terra e 0,6 milha quadradas (1,6 km2) é a água, compreendendo 1,65% da cidade. As montanhas de Uncanoonuc (uhn-kuh-NOO-nuhk) são picos gêmeos. O pico norte, o ponto mais alto em Goffstown, tem uma altitude de 1 324 pés (400 m) acima do nível do mar, e o pico sul tem uma elevação de 1 321 pés (400 m). O clima da cidade é classificado como Dfa ou Dfb nos mapas de classificação climática de Köppen.
Goffstown é drenada pelo rio Piscataquog e encontra-se totalmente dentro do Merrimack Rio de bacias hidrográficas.

## Demografia
Até à data do recenseamento de 2010, havia 17.651 povos, 6.068 agregados familiares e 4.319 famílias que residem na cidade. Havia 6.341 unidades habitacionais, das quais 273, ou 4,3%, estavam vagas. A composição racial da cidade era de 96,6% de brancos, 0,9% de afro-americanos, 0,2% de nativos americanos, 0,8% de asiáticos, 0,03% nativos havaianos ou ilhas do Pacífico, 0,4% de outras raças e 1,2% de duas ou mais raças. 1,8% da população era hispânica ou latina de qualquer raça.
Dos 6.068 domicílios, 32,5% tinham filhos com menos de 18 anos de idade, 57,9% eram chefiados por casais que moravam juntos, 9,2% tinham um chefe de família sem marido presente e 28,8% eram não-famílias. 22,2% de todos os domicílios eram compostos de indivíduos e 9,0% eram pessoas que moravam sozinhas e tinham 65 anos de idade ou mais. O tamanho médio da casa era 2.56, e o tamanho médio da família era 3.00. 2.095 moradores da cidade viviam em bairros de grupos, em vez de residências.
Na cidade, 19,8% da população tinha menos de 18 anos, 15,9% eram de 18 a 24, 22,8% de 25 a 44, 28,7% de 45 a 64 e 12,8% tinham 65 anos ou mais. A mediana de idade foi de 39,0 anos. Para cada 100 mulheres, havia 89,7 homens. Para cada 100 mulheres com 18 anos ou mais, havia 87,3 homens.
Para o período 2011-2015, a renda média anual estimada para uma família foi de US $ 70.870, e a renda média para uma família foi de US $ 86.061. Trabalhadores do sexo masculino em tempo integral tiveram uma renda média de US $ 62.167 versus US $ 45.583 para as mulheres. A renda per capita da cidade era de US $ 32.574. 6,2% da população e 3,4% das famílias estavam abaixo da linha da pobreza. 5,1% da população com menos de 18 anos e 2,8% daqueles com 65 anos ou mais viviam na pobreza.

## Legislação e governo

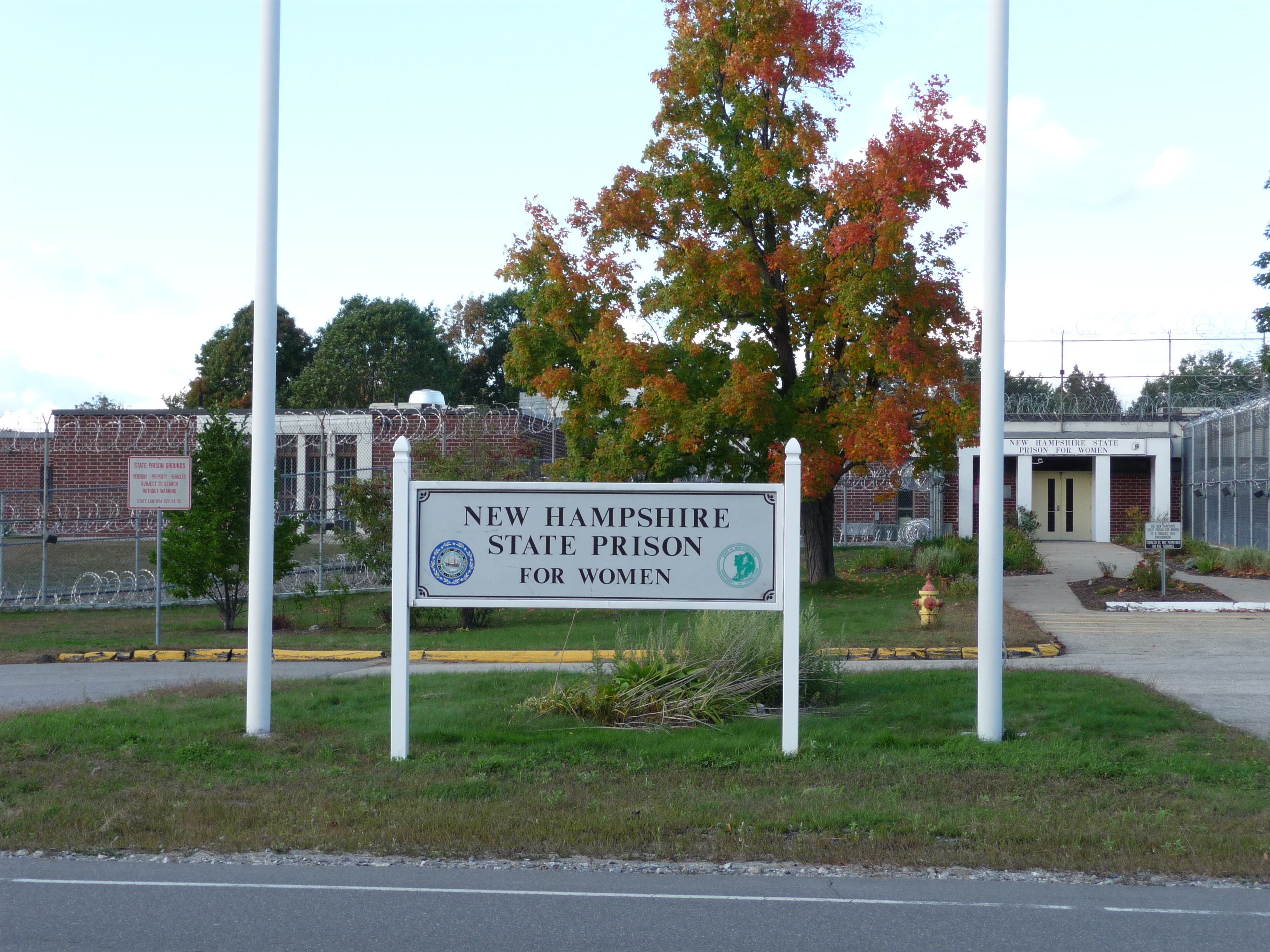
Prisão Estadual Feminina de New Hampshire

Goffstown é governada por um comitê de seleção de cinco membros eleito nas eleições gerais de março para cumprir mandatos escalonados de três anos. Em dezembro de 2018, o Board of Selectmen votou para ser conhecido como Select Board, a fim de ser mais inclusivo para líderes do sexo feminino na cidade.
O serviço postal dos Estados Unidos opera o Goffstown Post Office.

## Educação
Goffstown faz parte da Unidade Administrativa Escolar 19, servindo Goffstown e New Boston.

### Primário e secundário

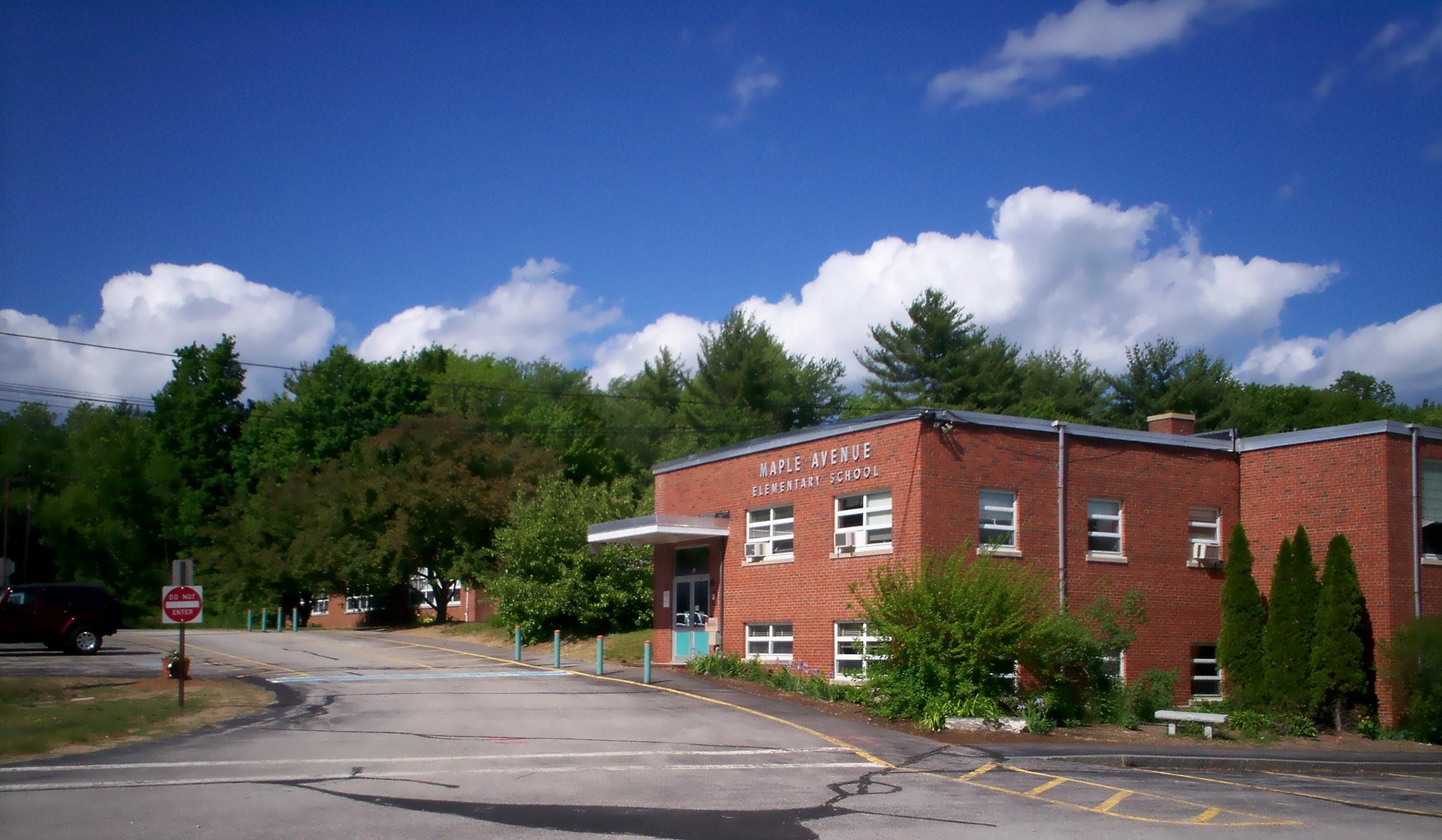
Entrada principal da Escola Primária de Maple Avenue

- Goffstown tem um jardim de infância, Glen Lake School.
- Goffstown tem duas escolas primárias do primeiro ao quarto ano, Bartlett e Maple Avenue.
- O Mountain View Middle School atende alunos de Goffstown do quinto ao oitavo ano e do sétimo e oitavo do New Boston.
- Do nono ao décimo segundo ano, alunos de Goffstown e New Boston frequentam a Goffstown High School .
- A Villa Augustina School foi uma escola católica independente fundada em Goffstown em 1918. A escola atendia crianças do pré-jardim até a 8ª série. A partir de 2014, está encerrado.[10] A instalação foi comprada por uma empresa de tecnologia, mas não fez nada.[11]

### Pós-secundário

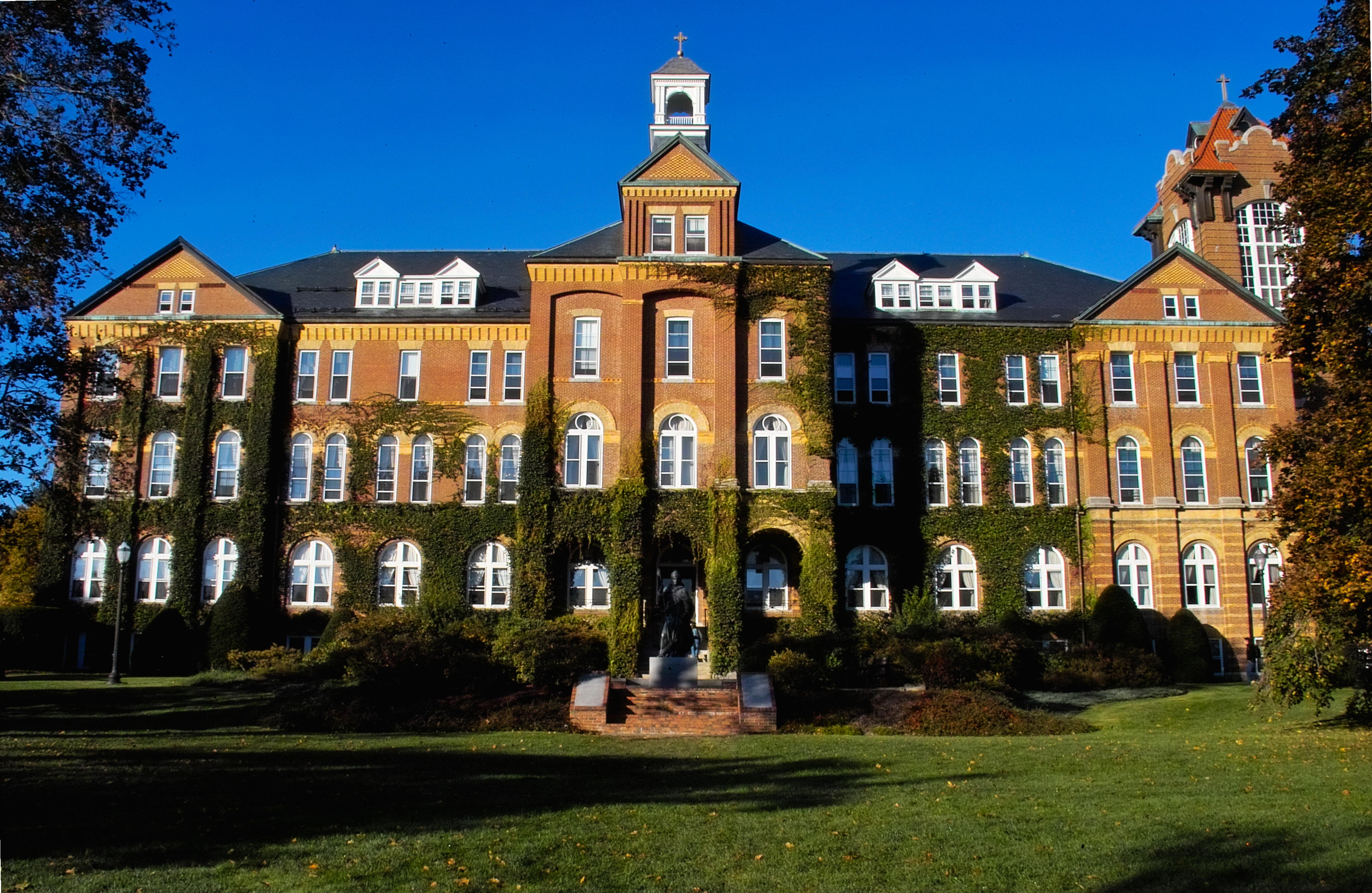
Salão de ex-alunos no Saint Anselm College

O Saint Anselm College é um colégio de artes liberais católico beneditino. O colégio recebeu significativa atenção da mídia nacional nos últimos anos; O Instituto de Política de New Hampshire, no Saint Anselm College, leva centenas de dignitários e políticos a Goffstown anualmente, principalmente para os debates presidenciais primários de New Hampshire, que acontecem no colégio desde 2004.

## Pessoas notáveis
- Jacob M. Appel, escritor, viveu em Goffstown de 1977 a 1983
- Gordon Hall Gerould, folclorista
- Jennifer Militello, poeta, morando em Goffstown a partir de 2014
- Rev. David L. Morril, senador dos EUA e governador de New Hampshire
- Mary Gove Nichols, ativista de saúde pública e direitos das mulheres
- Sandeep Parikh, escritor, ator, diretor e comediante
- David Pattee, político e juiz
- Francis Regis St. John, diretor da Biblioteca Pública do Brooklyn, morou em Goffstown de 1967 a 1970
- Recycled Percusion, banda de "junk rock"